# Adolf Dürrnberger
Adolf Dürrnberger, auch Adolf Dürnberger (* 4. Juni 1838 in Linz; † 26. Oktober 1896 ebenda) war Advokat und Abgeordneter zum Österreichischen Abgeordnetenhaus.

## Leben
Adolf Dürrnberger war Sohn des Rechnungsrats Michael Dürrnberger († 1885). Nach dem Besuch eines Gymnasiums von 1848 bis 1856 studierte er zwischen 1856 und 1860 Rechtswissenschaft an der Universität Wien, wurde Advokaturskonzipient und 1869 Advokat in Linz. Er war auch ein bekannter Botaniker (mit botanischem Autorenkürzel Dürrnb.).
Von 1870 bis 1877 und von 1881 bis 1886 war er Mitglied des Ausschusses des Deutschen Vereins für Oberösterreich. Im Jahr 1880 war er Gründungsobmann der Ortsgruppe Linz des Deutschen Schulvereins. Von 1882 bis 1892 war er auch Obmann des Vereins für Verschönerung der Stadt Linz und ihrer Umgebung. Weiters war er Vizepräsident und Fachreferent für Botanik des Museums Francisco-Carolinum in Linz und Präsident des Oberösterreichischen Kunstvereins.
Weil er die Freigabe des Attersees durchsetzte, wurde er Ehrenbürger von Seewalchen, Schörfling, Weyregg und Unterach.
Adolf Dürrnberger war von 1873 bis 1879 und von 1882 bis 1888 als Gemeinderat von Linz tätig.
Er starb am 26. Oktober 1896 im Alter von 58 Jahren an einer Gallenblasen-Entartung (heute Gallenblasenkrebs).
Er war römisch-katholisch und ab 1869 verheiratet mit Olga Löllbach, mit der er aber keine Kinder hatte. Er war der Schwager des Schriftstellers Hermann von Gilm (1812–1864).

## Politische Funktionen
Adolf Dürrnberger war vom 4. November 1873 bis zum 22. Mai 1879 Abgeordneter des Abgeordnetenhauses im Reichsrat (V. Legislaturperiode) und war dort für die Kurie Oberösterreich, Städte 1 (Linz, Urfahr, Ottensheim, Gallneukirchen) zuständig.

## Klubmitgliedschaften
Adolf Dürrnberger war ab 1873 Mitglied im Fortschrittsklub und ab dem 30. April 1877 im Neuen Fortschrittsklub.